# Euthynotus
Euthynotus es un género extinto de peces actinopterigios prehistóricos. Fue descrito por Wagner en 1860.
Vivió en Francia y Alemania.